# Podlog v Savinjski dolini
Podlog v Savinjski dolini je naselje v Občini Žalec.